# (213) Lilea
(213) Lilea es un asteroide perteneciente al cinturón de asteroides descubierto por Christian Heinrich Friedrich Peters el 16 de febrero de 1880 desde el observatorio Litchfield de Clinton, Estados Unidos.
Está nombrado por Lilea, una náyade hija del Cefiso en la mitología griega.

## Características orbitales
Lilea orbita a una distancia media del Sol de 2,752 ua, pudiendo alejarse hasta 3,155 ua. Tiene una inclinación orbital de 6,803° y una excentricidad de 0,1461. Emplea en completar una órbita alrededor del Sol 1668 días.